# I. Kleombrotosz spártai király
I. Kleombrotosz (görög betűkkel: Κλεόμβροτος Α' , Kr. e. 5. század – Kr. e. 371) spártai király, Pauszaniasz spártai király fia, I. Agészipolisz spártai király öccse volt. Kr. e. 380-ban követte bátyját Spárta Agiada királyainak sorában. Hadvezetés terén nem ért el olyan diadalokat mint fivére és elődje, hiszen Kr. e. 378-ban sikertelen hadjáratot indított Thébai ellen. Kr. e. 372-ben a thébaiakat a Phókisz régióból való kivonulásra kényszerítette. A Thébaival folytatott háborúskodás ezzel azonban nem ért véget, Kleombrotosz Kr. e. 371-ben a leuktrai csatában megütközött az Epameinóndasz és Pelopidasz thébai hadvezérek vezette sereggel. Az öldöklő küzdelemben a spártaiakat visszaszorította a thébaiak 50 soros mélységű phalanxa, mintegy ezer spártai veszett oda a harcban és itt esett el Kleombrotosz király is. A csatát követően bizonyosságot nyert, hogy halálával megtört a spártaiak vezető szerepe a régióban. A trónon fia, II. Agészipolisz követte.